# Laguna Choclococha
Laguna Choclococha, es una laguna altoandina peruana, ubicada entre los distritos de Santa Ana y Pilpichaca de las provincias de Castrovirreyna y Huaytara, en el departamento de Huancavelica. Es la naciente de los ríos Pampas e Ica.

## Geografía
Ubicada en las coordenadas 13°11′51.43″S 75°03′01.80″O / -13.1976194, -75.0505000 a una altitud de 4605 m s. n. m. sobre la meseta de Castrovirreyna.

## Historia
Según la historiadora María Rostworowski, para el pueblo Chanca, la laguna Choclococha era su pacarina, su lugar de origen:
"El nombre de Choclococha surgió, según Murúa (1946: lib. 4 cap. XV) en una batalla entablada entre los huancas y los huamanes, quedaron derrotados los huancas, quienes en su precipitada huida echaron sus cargas de maíz a la laguna, llamada antiguamente Acha. En el verano siguiente un excesivo calor secó la laguna, y las semillas germinaron produciendo tiernos choclos. Desde entonces la laguna se conoció con el nombre de Choclococha, tal como se le conoce actualmente"  
Otra mención a la laguna, también hecha por Rostworowski, indica citando a Arriaga (1968): 
"Según él, durante la procesión del Corpus, los indígenas llevaban en unas andas, "dos corderos de la tierra" que sacrificaban a las dos lagunas: Choclococha y Urcococha, diciendo que las llamas tenían allí su origen." 